# بيير دوتشسن (سياسي)
بيير دوتشسن هو كاتب وصحفي وسياسي كندي، ولد في 27 أغسطس 1964 في جانكوير ‏ في كندا. نشط حزبياً في الحزب الكيبيكي. وقد انتخب عضو الجمعية الوطنية في كيبك ‏.

## وصلات خارجية
- الموقع الرسمي